# تخیل فعال
تخیل فعال اصطلاحی است که کارل گوستاو یونگ برای مشاهدهٔ آگاهانه تصورات و نمادهای ناخودآگاه و واکنش به آنها وضع کرده است .این فرایند را می‌توان رویاپردازی آگاهانه هم خواند .البته این رویاپردازی نه خودجوش بلکه هدایت شده است .تخیل فعال از بسیاری جهات با برخی اشکال مراقبه و تأمل روحانی فرقی ندارد .